# Anton Šoch
Anton Rochusovič Šoch (in russo Антон Рохусович Шох?, angl. Anton Rokhusovich Shokh; Džambul, 5 gennaio 1960 – Öskemen, 7 marzo 2009) è stato un calciatore e allenatore di calcio kazako, fino al 1991 sovietico, di ruolo centrocampista.

## Biografia
Anche suo fratello Rochus è stato calciatore.

## Carriera

### Calciatore
Crebbe nel Khimik Džambul, club della sua città natale, con cui esordì nella seconda serie sovietica.
Passato nel corso della stagione 1979 al Qairat, esordì nella massima serie sovietica. Rimase col Qaýrat sette stagioni in cui conobbe una retrocessione, seguita dall'immediata vittoria del campionato di seconda serie nel 1983, con conseguente ritorno in massima serie.
Nel 1986 si trasferì al Dnepr, club con cui collezionò i più importanti trofei della sua carriera: un campionato, una Coppa dell'URSS (con gol decisivo segnato in finale), una Supercoppa sovietica e due Coppe delle federazioni sovietiche. Con lo stesso club disputò le coppe europee, giocando due gare in Coppa UEFA 1988-1989 e una in Coppa dei Campioni 1989-1990.
Nel 1989 emigrò in Austria con il LASK, mentre l'anno successivo tornò in patria, con il Metalurh Zaporižžja, club di seconda serie.
Dopo una nuova avventura all'estero, con gli israeliani dell'Hapoel Holon, con la caduta dell'Unione Sovietica passò in Russia, al Rotor. Dal 1992 giocò in Ucraina, prima con il Nyva Ternopil', poi col Kremin' Kremenčuk.
Nel 1993 giocò con i finlandesi del RoPS; continuò poi il suo girovagare nelle repubbliche ex sovietiche, prima con i russi del Lada-Togliatti, per poi chiudere la carriera nel 1995 con gli ucraini del Mykolaïv.

### Allenatore
La sua carriera di allenatore non fu altrettanto brillante. Finita la stagione 1994-1995 con il Mykolaïv, come calciatore, cominciò la successiva come assistente.
Tale ruolo lo accompagnò per tutta la sua carriera, fatta di brevi permanenze in squadre risse e kazake, come Spartak-Orechovo, Navbahor Namangan, Sokol Saratov, Rotor, Ekibastuzes e Sodovik.
Le uniche esperienza da primo allenatore si limitarono alla guida della Nazionale Under-21 di calcio del Kazakistan (nel 2005 e nel 2009) e sulla panchina dell'Atyrau (nel 2009).

## Palmarès

### Club

#### Competizioni nazionali
- Vysšaja Liga: 1

Dnepr: 1988
- Kubok SSSR: 1

Dnepr: 1988-1989
- Superkubok SSSR: 1

Dnepr: 1988
- Kubok Federacii SSSR: 2

Dnepr: 1986, 1989
- Pervaja Liga: 1

Qaýrat: 1983